# Diligens

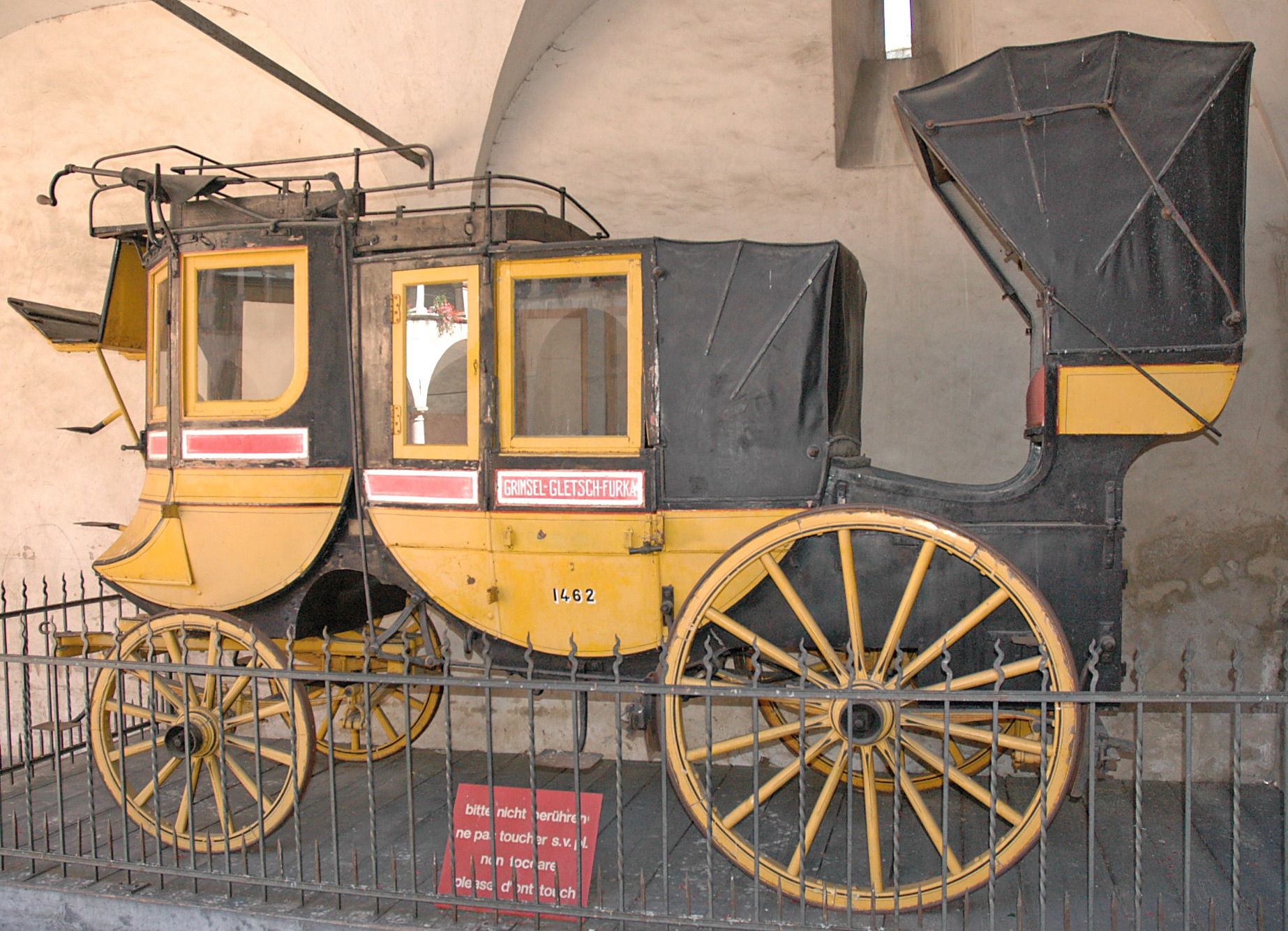
Schweizisk diligens.

Diligens är en täckt hästdragen vagn för snabb befordran av resande med deras resgods samt av annat lättare gods och post mellan avlägsnare orter i ett land. De användes främst under 1700-talet och 1800-talet för trafik som gick sina bestämda rutter på bestämda tider. Vagnarna var oftast fyrhjuliga, och drogs av minst två hästar. 
Ordet är en förkortning av franskans voiture de diligence ('hastighetsvagn’, av diligence – snabbhet), som användes i Frankrike från omkring 1720 om den då snabba diligensen mellan Paris och Lyon. I Sverige kom den första reguljära diligensförbindelsen till stånd inte förrän 1830 på linjen Stockholm—Ystad. 
Fordonet utvecklades ur de forvagnar som från 1500-talet blev vanliga i Europa på långlinjer mellan städer. Dessa var tunga fyrhjuliga vagnar för godstransport på längre sträckor. Postvagn kom att bli beteckning på liknande vagnar men avsedda huvudsakligen för posttransport, ibland dock även personer.
I och med järnvägens utbyggnad under 1800-talet övertogs diligenstrafiken av denna och diligenserna trängdes då undan till särskilt bergiga områden där järnvägarna dröjde, till exempel Schweiz där den sista diligensvagnen togs ur trafik först 1960.